# Civilt motstånd

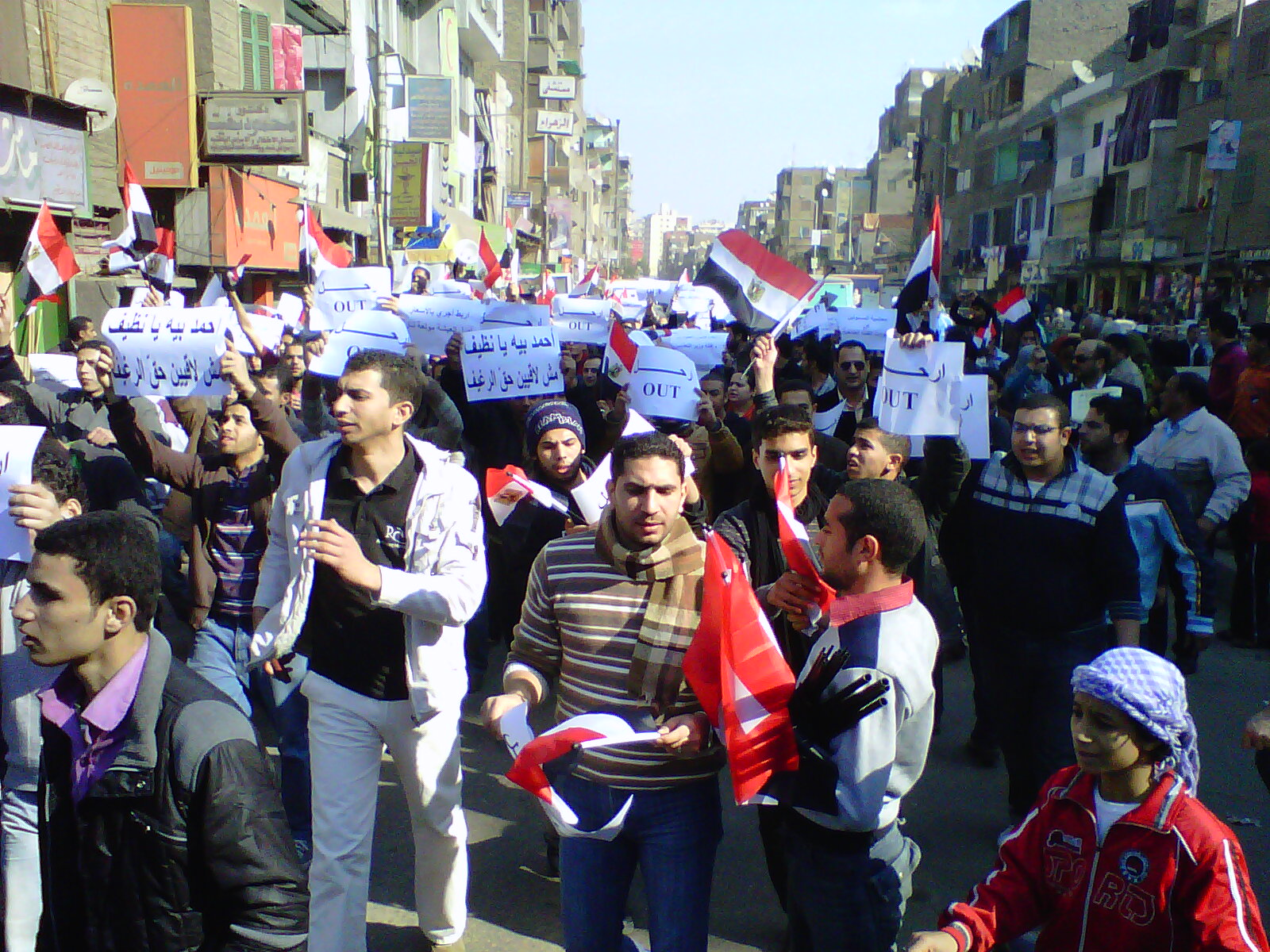
Demonstrationer i Kairo under "Vredens dag" den 25 januari 2011, i protest mot president Mubarak som avgick den 11 februari.

Civilt motstånd, är form av politisk handling som bygger på icke-våldsamt motstånd från vanliga människor, för att utmana en makt, policy eller regim. 
Det sker genom vädjanden, påtryckningar och tvång. Till exempel att inte betala skatt eller att vägra militärplikt.  
Civilt motstånd förknippas ofta med främjandet av mänskliga rättigheter och demokrati.

## Definition
Civilt motstånd är en bred term för icke-våldsam kamp mot orättvisor eller maktutövning
Det innefattar, men är inte samma sak som, civil olydnad som innebär ett mer direkt, öppet och avgränsat lag- eller regelbrott. 

## Exempel
Civilt motstånd kan vara strejker, arbetsvägran, vakor, namninsamlingar, bojkotter, sittstrejker, ockupationer, demonstrationer och skapandet av parallella institutioner. Det har använts världen över i olika kulturer och tider för att driva igenom allt från demokratiska rättigheter och självbestämmande till miljöskydd, jämställdhet och jämlikhet.
Mahatma Gandhi ledde ett framgångsrikt civilt motstånd mot det brittiska imperiet (med tre huvudsakliga taktiker: civil olydnad, marscher och skapande av parallella institutioner).
Vissa grupper i bland annat USA har nyttjat sig av civilt motstånd när de har vägrat att betala federal skatt, eftersom de anser att denna ej är i överensstämmelse med vad konstitutionen menade att federalstaten skulle kunna göra.
Civilt motstånd kan beskriva civilbefolkningens motstånd mot invaderande makt, istället för eller i samarbete med försvarsmakten. Motstånd med vapen, även om det kommer från civilbefolkningen, brukar inte räknas som civilt motstånd.